# Бруна Сурфистинья (фильм)
«Бруна Сурфистинья» или «Сладкий яд скорпиона» (англ. Bruna Surfistinha, известный также как Little Surfer Girl) — бразильский фильм-драма, вышедший в прокат в 2011 году, основанный на книге Бруны Сурфистиньи «Сладкий яд скорпиона» (оригинальное название порт. O Doce Veneno do Escorpião). В фильме сыграли такие актёры, как Дебора Секо, Кассио Габус Мендес и Дрика Марес. Этот фильм был снят режиссёром Маркусом Балдини для Imagem Filmes.

## Сюжет
Девушка Ракел, живущая в семье среднего класса, в свои 17 лет протестует против такого образа жизни, и оставляет свою семью и обучение в традиционном колледже в Сан-Паулу, становясь девушкой по вызову. Вскоре после начала этой «работы», она решила написать в блоге о своем опыте проститутки. Так как некоторые клиенты думали, что она была похожа на серфера, она взяла себе имя «Сурфистинья», что означает «девочка-сёрфер». Этот блог стал сенсацией, и быстро оказался одним из самых популярных блогов в Бразилии. Став знаменитой, Ракел изменилась. Она продолжала давать интервью на бразильских ток-шоу (подобных шоу Опры или Дэвида Леттермана), при этом продолжая писать в свой блог о своих «колоритных» подвигах. Она написала книгу о своей жизни, назвав её «Сладкий яд скорпиона».

## В ролях
- Дебора Секо — Бруна Сурфистинья
- Cássio Gabus Mendes — Халдсон
- Cristina Lago — Габи
- Drica Moraes — Лариса
- Fabiula Nascimento — Жанин
- Guta Ruiz — Карол
- Clarisse Abujamra — Селести
- Luciano Chirolli — Отто
- Sérgio Guizé — Родригу
- Simone Iliescu — Ясмин
- Érika Puga — Мел
- Brenda Lígia — Келли
- Gustavo Machado — Мигел
- Juliano Cazarré — Густаву
- Rodrigo Dorado — Роминью
- Roberto Audio — Жиан
- Plínio Soares as Publicitário
- Sidney Rodrigues — Томас

## О съёмках фильма
Это фильм о бывшей бразильской проститутке, основанный на книге, написанной самой Ракел Пашеку, известной под псевдонимом Бруна Сурфистинья, в жизни которой имела место подобная история.